# Юбілейна сільська рада
Юбіле́йна сільська рада (рос. Юбилейный сельский совет) — сільське поселення у складі Адамовського району Оренбурзької області Росії.
Адміністративний центр — селище Юбілейний.

## Населення
Населення — 788 осіб (2019; 1057 в 2010, 1241 у 2002).

## Склад
До складу сільської ради входять:
| Населений пункт              | Населення, осіб (2002) | Населення, осіб (2010) |
| ---------------------------- | ---------------------- | ---------------------- |
| Жуламансай, селище           | 387                    | 331                    |
| Жуламансай, станційне селище | 47                     | 27                     |
| Юбілейний, селище            | 807                    | 699                    |